# Бер, Иоганн Йозеф
Не следует путать с Фридрихом Берром, Йозефом Бэром и Иоганном Беером.
Иоганн Йозеф Бер, иногда Беер (нем. Johann Joseph Behr, чеш. Jan Josef Beer; 18 мая 1744, Грунвальд, графство Глац, ныне пригород польского города Душники-Здруй — 28 октября 1812, Берлин) — франко-германский кларнетист чешского происхождения.
Автор концертов, концертных пьес для кларнета, инструментальных ансамблей. Его исполнительским искусством восхищался Вольфганг Амадей Моцарт, называя (с намёком на службу Бера в гвардии) «бравым кларнетистом».
Четырнадцати лет поступил трубачом в военный оркестр австрийской гвардии. В 1762—1779 гг. солист в оркестрах французских аристократов в Париже. С 1771 г. начал осваивать кларнет — в сущности, новый инструмент для академической музыки. Расширил его диапазон, усовершенствовал звукоизвлечение, добавив пятый клапан. В Париже был знаком с Карлом Стамицем, автором одиннадцати концертов для кларнета с оркестром — имеются сведения, что некоторые из них написаны специально для Бера (во всяком случае, исполнительское имя Бера стало известно благодаря кларнетным концертам династии Стамицев). В 1782—1791 гг. солист Санкт-Петербургского придворного оркестра и камер-музыкант императрицы Екатерины II.
С 1792 г. в Берлине. В конце XVIII века в капелле Фридриха II, совместно с другим видным кларнетистом-виртуозом того времени Францем Таушем, создаёт Школу военной музыки в Потсдаме (Пруссия). В середине 1800-х гг. там учился Генрих Берман — выдающийся кларнетист XIX века.
Бер считается основателем французской кларнетной школы. Один из самых известных его учеников — Мишель Йост, который в свою очередь был учителем выдающегося французского кларнетиста своего времени Жана Ксавье Лефевра. Исаак Франсуа Дакоста, ученик Лефевра, посвятил Бееру один из своих концертов. Вероятность предназначения для Беера кларнетных партий в камерных ансамблях Бетховена — трио op.11, квинтете op.16 (1797) и септете op.20 (1800) — не велика, так как известно, что Бетховен в вопросах исполнительства на кларнете советовался с венским кларнетистом Йозефом Фридловским. Имеются сведения, что в концерте Бера (4 марта 1791) состоялось последнее выступление Моцарта.
Иоганна Йозефа Бера из-за сходства имён часто путают с Йозефом Бэром. Оба кларнетиста стали известны в одно время и концертировали в одних и тех же городах.